# シュリンプルイ
シュリンプルイ(Shrimp Louie)は、カリフォルニア州の伝統的なサラダで、エビ、レタス、卵、トマトから作る。ドレッシングはサウザンアイランドドレッシングに似て、マヨネーズ、ケチャップ、チリソース、ウスターソース、タマネギ、食塩、コショウから作る。1900年代初めのサンフランシスコが発祥である。アボカドを加えることもある。カニを用いて作ったものは、クラブルイという。